# 2009年澳門特別行政區行政長官選舉
2009年澳門特別行政區行政長官選舉（葡萄牙語：Eleitoral do Chefe do Executivo de Região Administrativa Especial de Macau）是為選出第二任（即第三屆）澳門特別行政區行政長官而舉行的選舉。現任特首何厚鏵由於已經連任一次，按基本法規定不得再競選行政長官。本次選舉的選舉委員由300人組成，從一位或多位候選人中進行投票選出下一任行政長官。另一方面，即使只有一名候選人也要投下信任性質的投票，即使獲得足夠提名票也需要進行投票。選舉委員已於2009年7月26日投票選出崔世安為新的一任行政長官。

## 選舉制度

### 參選資格
根據1993年所頒佈的《澳門基本法》，其中的第45條規定了澳門行政長官須年滿40周歲、並在澳門通常居住連續滿20年的澳門永久性居民中的中國公民擔任。此外，每名候選人必須得到最少50名選舉委員會委員提名。

### 法律
這屆澳門行政長官選舉受2004年4月5日所頒佈的《行政長官選舉法》所規範；這部法例訂明了澳門行政長官選舉管理委員會、行政長官選舉委員會、執行委員會的組成、各委員會的任期外，也規範了選舉資格、參選人、候選人、選委會委員名冊及通則、投票站、投票程序、點票、上訴機制等。
另外，《選民登記法》亦規定了「法人選民」（即選舉委員會成員）的資格。選舉委員會的委員數量根據《行政長官選舉法》，仍然維持上屆的三百人（雖然根據《基本法》附件一，立法會的產生辦法自2009起年可以按附件規定程式修改），而根據在2008年通過的修訂，法人要取得選舉委員會成員資格的最低存在期限由原先的三年增加至七年。

### 行政長官選舉管理委員會
2009年1月23日，行政長官何厚鏵簽署澳門第52/2009號行政長官批示，委任終審法院法官朱健為行政長官選舉管理委員會主席，而檢察院助理檢察長馬翊、初級法院合議庭主席馮文莊、行政暨公職局局長朱偉幹和新聞局局長陳致平則被委任為該委員會的委員。

### 行政長官選舉委員會
第三屆行政長官選舉委員會承前屆保留300個名額的規定，而且具有選出第三屆行政長官的投票資格，任期五年。該三百個名額後來亦全部呈等額參選，在毋須投票情況下於2009年4月26日組成。
這次選舉委員會由第一界別的工商、金融界合共100人，第二界別的文化界18人、教育界20人、專業界30人、體育界12人，第三界別的勞工界40人、社會服務界34人、宗教界6人，以及第四界別的立法會議員代表16人、澳區全國人大代表12人、澳區全國政協委員代表12人所組成。

## 頒佈選舉日期
時至2009年5月11日，《澳門特別行政區公報》刊登行政長官第21/2009號行政命令，把選舉日定為2009年7月26日。公報刊登當日下午行政長官選舉管理委員會舉行會議，決定從2009年5月25日起為領取提名表期，而候選人提名期則定為2009年6月12日至23日。

## 參選人

### 坊間早前猜測
由於時任行政長官何厚鏵已經於2004年連任一屆行政長官，因此何厚鏵並沒有參選資格，故此屆必定會選出新一任之特首。而澳門坊間以及港澳地區的傳媒由2007年年底開始均盛傳身兼全國人大常委的澳門行政會成員賀一誠、澳門檢察院檢察長何超明、社會文化司司長崔世安、經濟財政司司長譚伯源以及梁維特會參加是次選舉；但賀一誠、何超明分別於2009年3月23日及6月11日明確向外表示不會參選。
另外，曾經有一種說法，指由於何厚鏵卸任時不過54歲，而且上述人士皆不及何強勢足以駕馭澳門情況，故有讓其隔代再任之看法，但這被指會開一個不良先例，亦不利澳門的政治人才培養。

### 正式候選人

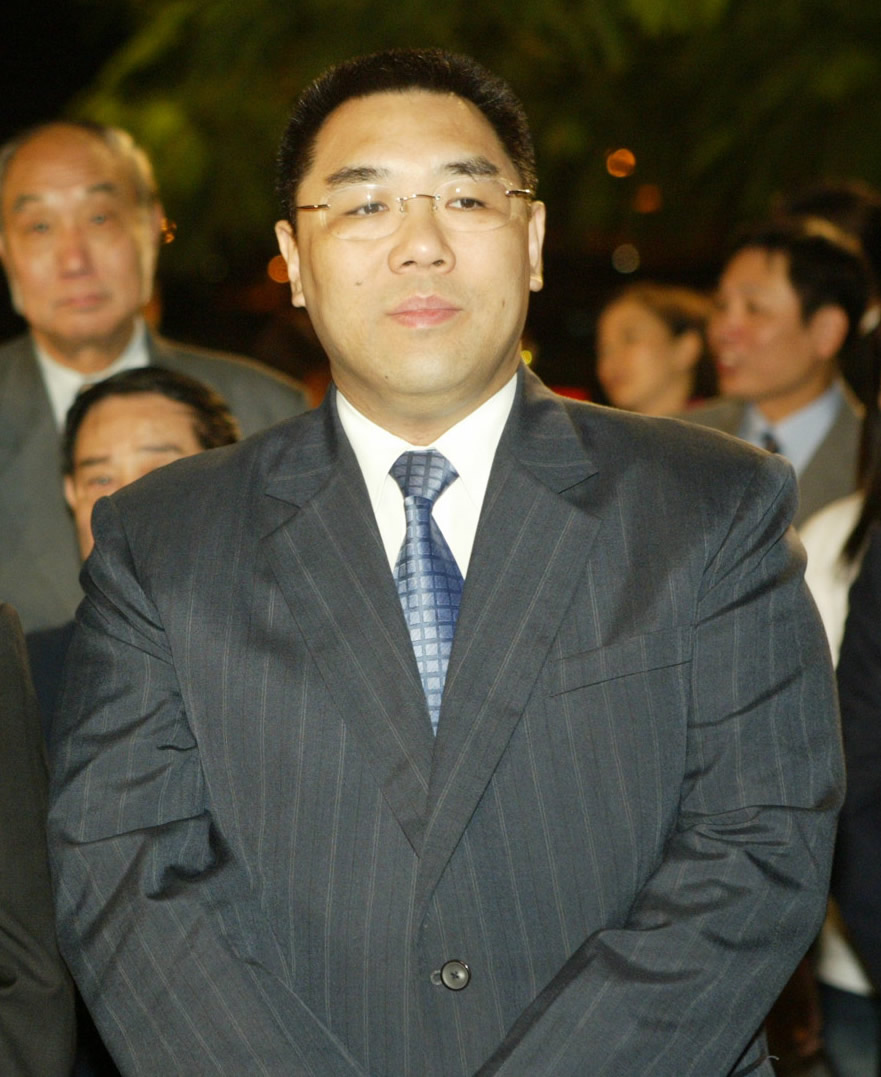
崔世安是為選舉中的唯一候選人

2009年5月12日，崔世安在旅遊活動中心舉行記者會正式宣布參選行政長官選舉。5月15日，崔世安籌組競選辦公室，並由執業律師黃顯輝作為參選代理人，澳門童軍總會負責人梁少培則出任競選辦主任，而副主任則為澳門中華總商會常務理事盧德華。
5月25日，崔世安於萬豪軒酒家發表參選宣言，宣告會以「以民為本、傳承創新、共建和諧」作為施政理念。6月16日下午，崔世安向行政長官選舉管理委員會提交286個提名參選，成為是次選舉的唯一候選人。
崔世安是有「澳門三大家族」之稱的崔六家族的後代，他在美國畢業後返澳門創辦「崔氏X光醫學化驗室」，後來於1992年至1996年間曾做過澳門立法會議員，澳門回歸後崔世安被任命為社會文化司司長。崔世安宣佈參選這次行政長官選舉後於2009年5月13日宣佈辭去社會文化司司長，該請辭在5月14日得到中國國務院的批准，而其職位則由行政長官何厚鏵暫代。

### 其他參選人
除崔世安外，還有4人公開表明有意參選，分別為來自醫護界的李光遠、任職莊荷的吳銳源、呂子育及劉順蓮。但由於崔世安取得300名選舉委員會委員中的286個提名，而候選人的門檻為50個提名，因此無人能夠得到足夠提名成為候選人。有人批評當中出現選舉不公：選委會委員的聯絡方法並沒有公開，以讓所有有意參選的人士都有爭取提名的同等權利。

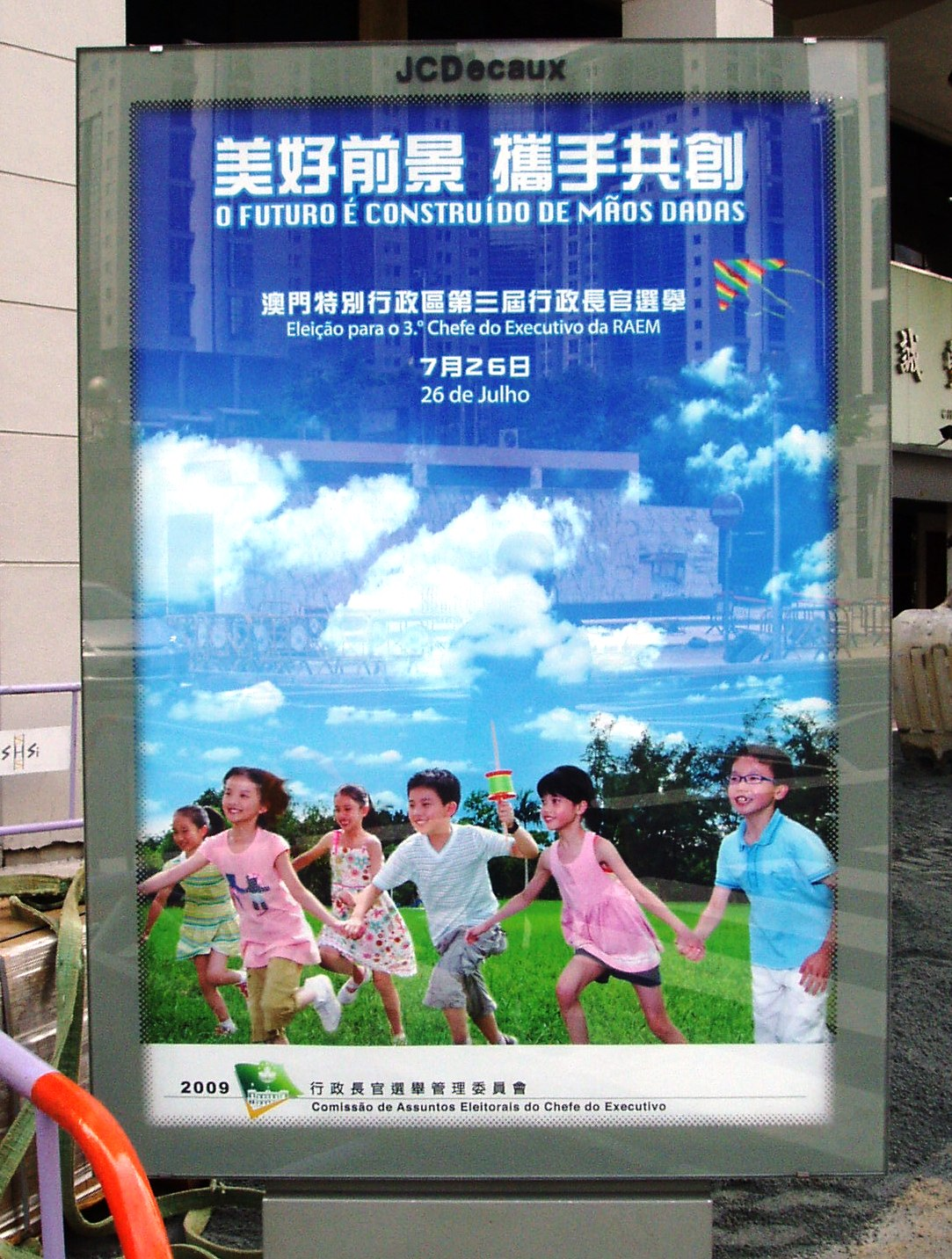
政府宣傳行政長官選舉的海報

## 選舉階段

### 候選人確認及宣傳期
選舉管理委員會於2009年7月6日張貼候選人名單、確認崔世安為候選人後，在2009年7月11日早上假澳門東亞運動會體育館澳門國際會議中心內進行行政長官候選人政綱宣講及答問大會；崔世安在會上宣讀以「傳承創新、共建和諧」為主題的政綱；其政綱以「傳承創新的路向」為主調，並分為應對金融海嘯、提升生活質素、推進經濟多元化以及革新政府管治體制四大部分為其參選政綱重點。
崔世安在7月11日至24日競選期期間向澳門不同社團、界別介紹政綱外，也舉行三場候選人公聽會及落區以收集澳門社會不同聲音。

### 投票日
2009年7月26日（選舉當日）上午，297名選委出席於澳門東亞運動會體育館澳門國際會議中心內以不記名方式並採用印章投票（這是第一次在特首選舉中使用印章）。選委投票後，選舉管理委員會隨即打開投票箱進行唱票程序，當工作人員唱票至150票贊成當選門檻時，選委們均以拍手形式「間接祝賀」崔世安當選。
經過唱票及核算程序，選舉管理委員會主席朱健宣布候選人崔世安以獲得282票贊成、14票空白票當選新的一任行政長官候任人 。其後，崔世安首次正式以候任人身份上台向所有選委發表謝票講詞。
是次沒有出席的三名選委分別是馬萬祺、林香生及劉玫瑰，而在場的其中一名選委高天賜沒有投票，故總投票數為296張。
| 姓名                               | 性別 | 政治聯繫 | 參選前職位     | 提交提名表格日期 | 提名人數（提名率） | 得票數（得票率） | 結果 |
| ---------------------------------- | ---- | -------- | -------------- | ---------------- | ------------------ | ---------------- | ---- |
| 崔世安                             | 男   | 無       | 社會文化司司長 | 2009年6月16日    | 286（95.33%）      | 282（95.27%）†   | 當選 |
| 空白票：14（4.73%）；總投票數：296 |      |          |                |                  |                    |                  |      |

† 其中一張在唱票途中待決定，但在唱票完成後經重新檢驗後被宣佈為有效票。

### 結果確認
澳門終審法院於2009年7月28日完成是次選舉的總核算結果，並會於下一期出版的《澳門特別行政區公報》第一組內公佈此結果，此即意味着結果已被確認。而時任行政長官何厚鏵亦將會在終審法院對確認結果進行最終審核，稍後會向中央人民政府提交報告，以及提請中央人民政府任命崔世安為第三屆澳門行政長官。

## 社會反應

### 對選舉的批評

#### 選舉本身
對選舉本身，立法議員吳國昌認為比以前「進步」了，顯示了「這種小圈子選舉的模式已經達臻完美。」他更指：「如果何超明真的參選，還會給香港人一個錯覺，以為民意可以影響到小圈子選舉。」

#### 推進民主政制

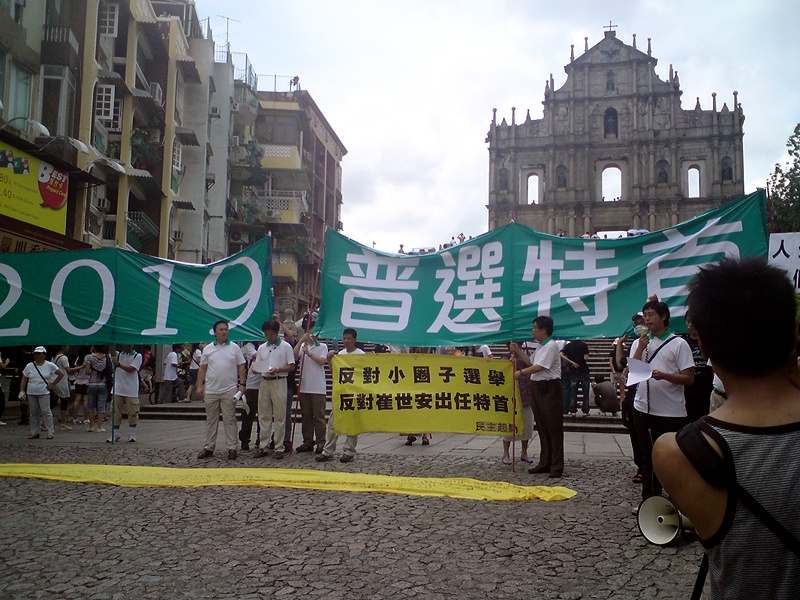
新澳門學社聯同民主起動在耶穌會紀念廣場下拉起「2019普選特首」橫額

對於是次選舉一直被指為是一次小圈子的選舉，身兼澳門立法會議員的選委高天賜表示根據《澳門基本法》的規定應該已有一套新的選舉制度選出新的行政長官。而高天賜在出席候選人答問大會後批評當局就民主政制政策在澳門回歸這十年間停滯不前，繼而質詢崔世安何時會推進民主，但他對崔世安的回答感到失望並表示當局「只是懂得研究、研究、研究」。
早在2008年3月31日，新澳門學社向行政長官遞信，指「三個選舉法」 （即行政長官和立法會選舉法和《選民登記法》）只有技術性修改，在政制發展方面原地踏步。特別是增加社團取得選舉資格的年期條件，「客觀上只是鞏固舊社團的利益，讓舊社團維持既得利益的小圈子，繼續操控行政長官選舉和立法會十個間選議席」。而學社支持的兩位立法議員都以「選委會產生方法不公平，但既享有提名和選舉行政長官的特權」為由，沒有參加選舉委員會，但仍然以向候選人提問的形式、以市民角度參與。
在選舉完畢後的下午，新澳門學社聯同民主起動成員在耶穌會紀念廣場拉起「2019普選特首」橫額反對小圈子選舉，並要求2014年落實普選。

#### 選舉日過程批評
《蘋果日報》於選舉日翌日報道中批評是次選舉「兒戲」；報道中指出投票場地猶如「無掩雞籠」外，部分選委在選舉管理委員會解釋投票程序時把會場充當「旅遊景點」隨意地互相拍照。當選委在選票上蓋印後，在未放入票箱前，有選委們即場「交換意見」，有透露投票意向之疑；另一方面，有選委不停使用的印章互相傳紙測試印章墨水透光程度。

#### 個別選舉委員言行

##### 空白票和亮票
鑑於選舉中出現空白票，選委何鴻燊認為投空白票的人是「錯得很要緊」並表示自己投了崔一票，但澳門立法會議員吳國昌間接質疑何鴻燊無理指責投空白票的人，並認為有關言論是「很愚蠢」；但有選委表示不介意當中出現白票。
選舉委員之一、新華澳報的社長林昶 （筆名永逸）對於高天賜「亮票」的做法亦撰文批判，更指主張「法律人治澳」的高是「法盲」，「既要立牌坊，又要做婊子」。他又曾多次批評網上反對崔世安的聲音，並讚揚崔世安的政綱。

### 對於崔世安政綱的評論
崔世安的政綱其中以「傳承創新」作為理念，但內容就被指並不「創新」，只是「傳承」了何厚鏵過往的政策，並被指是一個「沒有願景」的政綱。立法議員高天賜也對政綱表示失望，指出政綱中對於多個問題僅表示「需要研究」和「關心」。而立法議員吳國昌和澳門大學新聞及傳播課程主任林玉鳳均認為該政綱的內容空泛，林玉鳳表示政綱中只有在建立財政儲備制度的方面上屬於「創新」，但是其監督制度卻隻字不提；吳國昌更指出政綱在多個重大民生問題上都沒有新的措施，尤其在反貪方面也沒有提出特別機制。澳門坊間則有意見指崔世安只是簡單地回應部份問題，但未有深入說明具體政策。
相反地，也有對政綱上正面評價。澳區全國人大代表李沛霖認為崔世安的政綱整體思路清晰，可以「基本應對澳門現時存在的問題和矛盾」。澳門街坊聯合總會則對政綱感到滿意。有學者則認為此份政綱已揉合了中央要求和澳門人的意願。
而以總體而言，各界均希望崔世安在上任後至少能兌現政綱上的承諾。

### 憂慮官商勾結
澳門大學新聞及傳播課程主任林玉鳳表示選舉委員會的構成商界利益非常重，而且商界也從不同界別晉身選委會成員；她表示由300名選委投票選出來的行政長官，因此擔心日後的公共政策會否過度向商界傾斜；另一方面，崔世安出任社會文化司司長時被指要就澳門東亞運超支83%負責；其家族背景在歐文龍貪污案案爆發後為民間所擔憂，尤其其兄長崔世昌擁有多家公司並被指賤價獲地，而其堂弟崔世平亦有參與多項政府工程。兩人都以「一切都依法辦事」回應。

### 社會行動

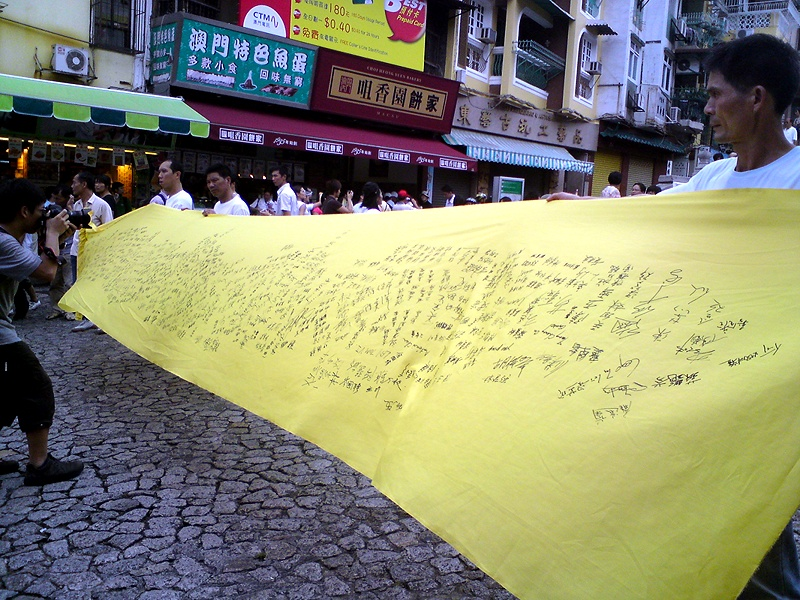
民主起動成員伍錫堯、利建潤第在耶穌會紀念廣場展示收集的「反崔」簽名

部分澳門居民對崔世安參選比過去何厚鏵參選行政長官的反應更為強烈。截至6月18日，在社交網站Facebook中反對崔世安的群組人數達1800多人，而支持崔世安的有三十七人；支持何超明的則有近180人。另外，民主起動成員公開收集「反崔」簽名活動五日內成功收集達2000人次簽名，有關簽名於崔世安當選日下午於耶穌會紀念廣場展示。

#### 刊登廣告風波
崔世安宣布競選行政長官後不久就有網民發起籌款活動，打算在香港報章刊登聲明以反對一些人參選特首。工運人士伍錫堯代表澳門網民正式於2009年5月19日以個人名義在中國工商銀行澳門分行開設個人戶口接受籌捐收集廣告費；該戶口截至開戶第二日已籌得港幣9585元；惟該銀行於同月21日突然終止戶口運作外，並通知戶口持有人伍錫堯取回有關存款；翌日，該銀行的助理經理接見伍錫堯，向他展示一張以基於「商業理由」而取消戶口的通知書。然而，廣告最後成功以「一群不再沉默的澳門市民」名義於2009年5月26日在《蘋果日報》刊登黑白內頁半版，標頭為「反對大家族商人出任澳門特首」。

#### 港報章收到刀片信
香港報章《明報》及《信報》分別於2009年5月25日以及5月29日收到由澳門寄出的刀片信，刀片信上均貼上一個澳門郵票，信內內附一塊美工刀刀片，信件內容與澳門網民在《蘋果日報》刊登的「反對由大家族商人出任澳門特首」差不多，並在末段加插了兩句簡體字並採用電腦打印。香港警察也有派員到有關報館檢走有關信件以作調查。

#### 冒認記者
2009年5月25日下午，兩男女成功混入崔世安公佈參選宣言記者會會場，當中一名有操不純正廣州話、並自稱為「網民代表」、「大學生代表」、「澳門人代表」女子冒充《亞洲周刊》記者突然自行起立高聲向崔世安提出連串質問而引致記者會一度混亂，最後由保安員抬離會場。後來該名女子接受傳媒訪問時，表示這次選舉「根本就是一場笑話」，更認為澳門的法律太過薄弱，也不希望以商人來治澳。

### 號外報道
崔世安當選後不足半小時，澳門日報以「新特首：崔世安」為題刊出號外報道；該報刊是繼何厚鏵在2004年當選連任後五年來第一次發出號外報道。有澳門居民在閱讀號外報道後向記者表示對於崔世安當選表示沒有什麼的驚喜。

### 祝賀
澳門行政長官何厚鏵在崔世安當選後發出官方新聞稿表示崔世安在選舉中獲得高票提名、高票當選是眾望所歸；他也表示這次選舉充分體現一國兩制、澳人治澳的成功，他深信崔世安就任後能帶領新一屆政府及澳門居民繼續推進一國兩制；何厚鏵強調，特區政府會繼續全力依法施政的同時，也會全面配合崔世安籌組新一屆政府工作以確保政府順利換屆。香港行政長官曾蔭權也發出致函祝賀崔世安當選新的行政長官；曾蔭權表示，崔世安當選澳門行政長官是實至名歸；他並冀望與崔世安建立更緊密的合作關係，共同促進港澳以及整個珠三角地區繁榮進步。正在北京留醫身兼全國政協副主席而沒有出席投票的選委馬萬祺透過其澳門辦公室表示崔世安當選是眾望所歸、民心所向的；他希望由他領導的新一屆政府能夠任重道遠、堅持一國兩制、澳人治澳及高度自治方針，並團結社會各界發揮聰明才智以建設澳門的美好明天家園。另一方面，中聯辦、廣東省省委書記汪洋、省長黃華華當日也都有發函祝賀崔世安當選。

## 影響
由於是次選舉與2009年澳門立法會選舉頗為接近 （常被合稱為雙選舉），加上近年政府施政不如人意，故有不少人估計是次選舉將對建制派候選人帶來不利影響。

## 外部連結
- 行政長官選舉委員會委員選舉實用手冊（页面存档备份，存于）
- 崔世安競選網頁[]
- 外界對崔施政有褒貶
- 中聯辦關注選新特首
- 崔世安三寶（页面存档备份，存于）
- BBC中文網：澳門第三屆行政長官選舉圖輯（页面存档备份，存于）

| 上一屆： 2004年 | 澳門特別行政區行政長官選舉 2009年 | 下一屆： 2014年 |